# Чингіз Абдуллаєв
Чингіз Акіф огли Абдуллаєв (азерб. Çingiz Akif oğlu Abdullayev; нар. 7 квітня 1959, Баку, Азербайджанська РСР, СРСР) — азербайджанський письменник, що пише в основному в жанрі політичного детектива. Пише азербайджанською та російською мовами. Народний письменник Азербайджану (2005).

## Біографія
Народився 7 квітня 1959 року в сім'ї інтелігентів у Баку. Він родом з Агдама (Карабах).
1976 року закінчив бакинську школу № 189, потім вступив на юридичний факультет Азербайджанського державного університету, закінчивши його 1981 року. Після цього влаштувався на роботу у виробниче об'єднання в Баку, де згодом обіймав посади старшого радника та начальника відділення.
Бував у відрядженнях в Азії, Африці та Європі. У Баку працював на посадах начальника відділення в Виконкомі Азізбеківського району, а потім інструктора організаційного відділу Карадазького комітету КП Азербайджанської РСР, ще пізніше — начальника кабінету політичної освіти.
Захистив кандидатську дисертацію з агресії у міжнародному праві, а 1991 року — докторську дисертацію зі злочинів у міжнародному праві. Є почесним професором Краківського університету (1989), головою Благодійного фонду ім. Г. З. Тагієва (з 1990), секретарем Спілки письменників Азербайджану та віцепрезидентом ПЕН-клубу в Азербайджані.
Крім азербайджанської та російської мов, вільно володіє англійською й італійською.

### Родовід і сім'я
За словами самого Абдуллаєва, він юрист у четвертому поколінні, його прадід (за батьківською лінією) служив помічником присяжного повіреного в Баку ще на початку 1890-х років. Дід по батькові Абдуллаєв Абдулла Абдулхалик огли довгі роки був керівником народного суду в Агдамі (Карабах). Дід з боку матері Кербелаї Дамір Гая син Хаджі Рамазана здійснив на початку ХХ століття паломництва в Кербелу та Мекку. Батько Чингіза Абдуллаєва, Акіф Абдулла огли Абдуллаєв (1926—2007), був учасником Великої Вітчизняної війни, потім послідовно обіймав посади прокурора низки районів, прокурора Нахічеванської Автономної Радянської Соціалістичної Республіки, заступника прокурора Баку, голови Призидіума колегії адвокатів Азербайджана. Його старші брати, Сулейман і Гулі Абдуллаєви загинули у Великій Вітчизняній війні. Мати Чингіза Абдуллаєва, Бедалова Шафіга Дамір Гиз (1924—2010), працювала в комсомолі, на партійній роботі, була головою профспілок республіки, ректором університету, професором.
Чингіз Абдуллаєв одружений з 1987 року, має двох дітей — дочку та сина. Дружина письменника Зулейха Алієва (нар. 1968) за фахом лікар-офтальмолог закінчила Азербайджанський медичний університет. Дочка, Наргіз Абдуллаєва (нар. 1988), закінчила юридичний факультет Лондонського міського університету (2006—2009), має ступінь бакалавра права Лондонського міського університету (2009), та магістратуру Лондонської школи економіки та політичних наук (2009—2010). Син, Джаміль Абдуллаєв (нар. 1993), закінчив приватну школу в Баку, у 2011—2014 роках успішно пройшов навчання в юридичному факультеті Лондонської школи економіки та політичних наук, потім закінчив магістратуру Імперського коледжу Лондона.

## Творчість
Єдиний азербайджанським письменником, який пише свої твори російською мовою в жанрі психологічного та політичного детективу. Літературна діяльність розпочалася з кількох ліричних оповідань, серед яких «Вальс» (1981) та «Шмат хліба» (1981—1982). Перший великий твір письменника — роман «Блакитні ангели» — вийшов бруком 1988 року у Баку. Пізніше побачила світ трилогія — «Закон негідників», «Кредо негідників» і «Совість негідників».
Більшість сценаріїв Чингіза Абдуллаєва написані азербайджанською мовою.

### Видання творів за кордоном

#### Європа
2000 року шведське видавництво «Тресселіт» («Tresselt») випустив роман Абдуллаєва «Симфонія пітьми».
2004 року в Румунії тиражем 5000 екземплярів видавничим будинком «Пайдея» видано роман «Дронго», 2009 року роман «Морок під сонцем», який переклав професор Думітру Балан.
В Естонії випущено чотири книги Абдуллаєва — «Моє прекрасне алібі» (2008), «Тонель примар» (2008), «Майже неймовірне вбивство» (2010), «Створи собі світ» (2010).
Три романи Чингіза Абдуллаєва — «Ідеальна мішень», «Тягар ідолів» і «Навчений вбивати» були видані французьким видавництвом «Л'Об» («L'aube»; «Світанок») у форматі покет-бук (2012—2015). Роман «Ідеальна мішень» раніше вже видавався французькою мовою.
Починаючи з 2015 року латвійським видавництвом «Юветас» («Juvetas») було випущено низку романів Чингіза Абдуллаєва — «Тягар ідолів» (2015), «Будинок самотніх сердець» (2015), «Скинута реальність» (2016), «Синдром жертви» (2016), «Лінія алігатора» (2017), «Мрія дилетантів». 2003 року видавництво «АВЕ» випустило ще дві книги автора латиською мовою — «Один раз у міленіум» та «Допустима похибка».
Роман Чингіза Абдуллаєва «Опоненти Європи» виданий 2015 року в Боснії і Герцеговині.
Серед інших романів, виданих за кордоном — «Англійський бульвар» (Сербія, 2019), «Подорож до Трансільванії» (Польща, 2016), «Спадкоємець олігарха» (Албанія, 2006), «Право на легенду» (Україна, 2010).
Романи «Тінь Ірода» 1996 року, «Зло у твоїм імені» та «Зрада у твоїм імені» 2005 року видані в Болгарії.
Твори письменника друкувалися румунською, білоруською, угорською та німецькою мовами у збірниках і журналах.

### Євразія
2016 року в Туреччині видано п'ять романів Абдуллаєва. Книги випустило видавництво «Какнус» («Kaknüs»).
У Грузії видавництвом «Мерані» випущено книгу «Закон негідників» 1996 року та ще два романи 2014 року.

### Азія
У Сирії та Йорданії вийшли три книги арабською мовою.
Повідомлялося про підготовку до видання книг узбецькою та китайською мовами.

#### Південна Америка
2015 року видана перша книга Чингіза Абдуллаєва іспанською мовою. Нею став роман «Рай приречених», який випустило в Аргентині видавничий дім «Інтерзона» («Interzona»).

### Екранізація творів
2002 року російські кінематографісти зняли 13-серійний телевізійний фільм «Дронго», в основу якого лягли три твори Абдуллаєва — «Закон негідників», «Кредо негідників» і «Совість негідників». Режисером серіалу став Зиновій Ройзман, у головній ролі знявся Івар Калниньш. Знімання тривали два роки і в них було залучено 400 акторів із семи країн СНД. Загальний бюджет фільму оцінюється у 1,5 мільйона доларів. Жанр її творці та критики визначили як аналітичний детектив. Прем'єра серіалу відбулася у вересні-жовтні 2002 року. У лютому-березні 2003 року серіал повторювався в ефірі російського телеканалу REN-TV. У серпні-вересні 2003 року показ почався на російському каналі НТВ, проте був перерваний після 8-ї серії через низькі рейтинги.
2003 року в Росії режисери Володимир Краснопольський і Валерій Усков зняли 10-серійний телевізійний фільм «Нишпорка без ліцензії», заснований на романах Абдуллаєва «Розум маніяка», «Допустима похибка», «Остаточний діагноз» «Один раз у міленіум». У серіалі знялися Анатолій Лобоцький, Альберт Філозов, Всеволод Шиловський, Анжеліка Вольська, Валентин Смирнітський, Борис Хімічов й інші. Прем'єра відбулася у серпні 2003 року на Першому каналі російського телебачення. На тому каналі серіал демонструвався у березні 2005 року. 2015 року серіал транслювався білоруським каналом.
2007 року на азербайджанські екрани вийшов фільм, за однойменним романом Абдуллаєва, режисера Мехрібан Алекберзаде «Рай приречених». Фільм демонструвався на офіційній церемонії відкриття IX Бакинського міжнародного кінофестивалю «Схід-Захід».
На кіностудії Азербайджанфільм, за підтримки Міністерства культури та туризму Азербайджану й іранської кіностудії «Садрафільм», 2011 року за твором Абдуллаєва зняли стрічку «Перевернутий світ». Режисер фільму Анвар Аблудж, у головних ролях Расім Балаєв, Фуад Поладов та відомий іранський актор Мухаммед Фірутан. Знімання проходили в Гянджі, Тегерані й Анзалі.
Фільм режисера Явера Рзаєва «Танець Добра і Зла» знятий за романом Абдуллаєва «Кубінське каприччіо» і був представлений азербайджанському глядачеві 2017 року.

## Громадська діяльність

### Діяльність у Спілці письменників Азербайджану
Член Спілки письменників СРСР та Спілки письменників Азербайджану з 1989 року. З 7 лютого 1989 року — секретар Спілки письменників Азербайджану. У березні 1991 року на IX з'їзді Спілки письменників Азербайджану обраний секретарем правління Спілки письменників Азербайджану. У жовтні 1997 року на X з'їзді Спілки письменників Азербайджану переобрано секретарем Правління Спілки письменників Азербайджану. У травні 2004 року на XI з'їзді Спілки письменників Азербайджану знову обрано секретарем Правління Спілки письменників Азербайджану. У липні 2005 року отримав звання «Народний письменник Азербайджану», тим самим ставши наймолодшим письменником, який вшанований цим званням. Член Ради старійшин Спілки письменників Азербайджану. У червні 2014 року на XII з'їзді Спілки письменників Азербайджану знову обрано секретарем Спілки письменників Азербайджану.
З лютого 2003 року — співголова Міжнародного літературного фонду.
З грудня 2013 року — член Комісії державних премій Азербайджанської Республіки з науки, техніки, архітектури, культури та літератури.
З 15 вересня 2005 року до 10 березня 2015 року був членом Національної комісії з ЮНЕСКО при Президентові Азербайджану.
З липня 2011 року — член Координаційної Ради азербайджанців світу.
1 листопада 2016 року обраний президентом Центру культури азербайджанців світу.
15 вересня 2015 — обраний Почесним членом Міжнародного Альянсу Азербайджан-Україна.
З 1990 року — віцепрезидент, а з 18 січня 2011 року — президент ПЕН-клубу Азербайджану.
З листопада 2006 року — професор кафедри карного права Азербайджанського міжнародного університету.
Почесний доктор Бакинського євразійського університету.
З жовтня 2014 року — почесний доктор болгарського Університету бібліотекознавства та інформаційних технологій (Софія).

### Діяльність у Міжнародному фонді співробітництва та партнерства Чорного Моря та Каспійського Моря
Чингіз Абдуллаєв є одним із засновників Міжнародного фонду співробітництва та партнерства Чорного моря та Каспійського моря з березня 2009 року. У вересні 2013 року на розширеному засіданні ради директорів фонду Абдуллаєв увійшов до складу ради директорів. З 23 травня 2015 року є президентом Міжнародного фонду співробітництва та партнерства Чорного моря та Каспійського моря. 10 червня 2017 року у Стамбулі (Туреччина), відбулося 16-те засідання ради директорів та генеральної асамблеї Міжнародного фонду співробітництва та партнерства Чорного моря та Каспійського моря. Під час засідання Міжнародний фонд співробітництва та партнерства Чорного моря та Каспійського моря було перейменовано на «Міжнародний фонд за стійкий мир і розвиток» (IFSPD). Наприкінці засідання головування у Міжнародному фонді було передано Чингізом Абдуллаєвим пану Димитару Костову (Болгарія) відповідно до принципу ротації. З 10 липня 2017 року Чингіз Абдуллаєв є засновником, віцепрезидентом і членом ради директорів Міжнародного фонду за стійкий мир і розвиток (IFSPD).

### У керівництві футбольного клубу «Нафтчі»
31 березня 2015 року Чингіз Абдуллаєв обраний головою Наглядової ради азербайджанського професійного футбольного клубу «Нафтчі».
- З 1993 року — віцепрезидент Республіканського товариства дружби «Азербайджан-Казахстан».
- З лютого 2010 року до грудня 2013 року — член Комісії Державних премій Азербайджанської Республіки з науки, культури та літератури.

## Благодійність
Відмовляється заробляти гроші на виступах або лекціях в Азербайджані, воліючи замість цього жертвувати будь-які гроші, які він міг заробити тут, біженцям, які не можуть повернутися додому через карабаський конфлікт. 2012 року брав участь у кампанії з припинення чоловічого насильства щодо жінок.

## Нагороди

### Нагороди та звання
- Орден «Честь» (9 квітня 2019 року) — за заслуги у розвитку та пропаганді азербайджанської літератури[3][62][63].
- Орден «Слава» (7 квітня 2009 року) — за активну участь у літературному житті Азербайджанської Республіки[3][63][64].
- Орден Дружби (19 травня 2020 року, Росія) — за заслуги в зміцненні дружби та співпраці між Російською Федерацією й Азербайджанською Республікою[65].
- Народний письменник Азербайджану (12 липня 2005 року) — за заслуги в розвитку азербайджанської літератури та культури[66].
- Медаль Міністерства закордонних справ[6](Азербайджан).
- Медаль Льва Толстого (2014)[67]
- Золота медаль імені академіка Юсіфа Мамедалієва[6](Азербайджан).
- Одинадцять нагород різних республіканських організацій[6].
- Почесний громадянин міста Тиргу-Кобулешті[6].

### Міжнародні премії та нагороди
- 2014 року посол Білорусії в Азербайджані Микола Пацкевич нагородив Абдуллаєва медаллю Спілки письменників Білорусі «За великий внесок у літературу»[68].
- Лавреат міждержавної премії «Зірки Співдружності» в галузі гуманітарної діяльності, надання якої відбулося 2015 року у Воронежі[69][70].
- 2015 року став лавреатом міждержавної премії за особливі заслуги в галузі гуманітарної діяльності[6].
- 2009 року вшанований Премією імені Тудора Аргезі[6].